# Thiago Martínez
Thiago Martínez (Río Gallegos, Provincia de Santa Cruz, 25 de junio de 2001) es un piloto argentino de automovilismo de velocidad. Inició su carrera deportiva en el ámbito zonal de su provincia, lo que le permitió acceder a categorías de nivel nacional. En este ámbito debutó en el año 2017, presentándose en la Clase 3 del Turismo Pista, donde compitió hasta el año 2022. Su carrera continuó, teniendo también su debut en la Clase 2 del Turismo Nacional en el año 2020.
Durante su incursión en la Clase 3 del Turismo Pista obtuvo sus primeras consagraciones de importancia, quedándose con el subcampeonato del año 2020 y conquistando el título de campeón en 2022.

## Trayectoria
| Temporada | Categoría                    | Equipo              | Coches                | Carreras    | Victorias   | Podios      | Poles       | VR          | Puntos      | Pos.        |
| --------- | ---------------------------- | ------------------- | --------------------- | ----------- | ----------- | ----------- | ----------- | ----------- | ----------- | ----------- |
| 2017      | Clase 3 del Turismo Pista    | Cano Racing         | Renault Clio II       | 4           | 0           | 0           | 0           | 0           | 44.00       | 25.º        |
| 2018      | Clase 3 del Turismo Pista    | Cano Racing         | Renault Clio II       | 10          | 0           | 1           | 0           | 0           | 157.50      | 5.º         |
| 2019      | Clase 3 del Turismo Pista    | Cano Racing         | Toyota Etios          | 10          | 0           | 1           | 0           | 0           | 192.00      | 5.º         |
| 2020      | Clase 3 del Turismo Pista    | Cano Racing         | Renault Clio II       | 7           | 0           | 2           | 0           | 0           | 129.50      | 2.º         |
| 2020      | Clase 2 del Turismo Nacional | Cano Racing         | Renault Clio II       | 1           | 0           | 0           | 0           | 0           | 22.00       | 28.º        |
| 2020      | Clase 2 del Turismo Nacional | GR Competición      | Renault Kwid          | 2           | 0           | 0           | 0           | 0           | 22.00       | 28.º        |
| 2021      | Clase 3 del Turismo Pista    | Cano Racing         | Toyota Etios          | 4           | 1           | 1           | 0           | 0           | 169.50      | 5.º         |
| 2021      | Clase 3 del Turismo Pista    | Cano Racing         | Renault Clio II       | 5           | 1           | 1           | 0           | 0           | 169.50      | 5.º         |
| 2021      | Fórmula 4 Argentina          | Genérico            | Mygale M14-F4 - Geely | 2           | 0           | 1           | 0           | 0           | 51.00       | 10.º        |
| 2022      | Clase 3 del Turismo Pista    | Cano Racing         | Renault Clio II       | 10          | 1           | 6           | 2           | 1           | 280.00      | 1.º         |
| 2022      | Clase 2 del Turismo Nacional | Giacone Competición | Volkswagen Gol Trend  | 1           | 0           | 0           | 0           | 0           | 0           | Inv.        |
| 2023      | Clase 2 del Turismo Nacional | Ale Bucci Racing    | Ford Fiesta KD        | 11          | 2           | 4           | 2           | 0           | 304.00      | 1.º         |
| 2023      | Clase 3 del Turismo Pista    | Jorge Piedra Racing | Renault Clio II       | 1           | 0           | 0           | 0           | 0           | 34.50       | 36.º        |
| 2023      | Clase 3 del Turismo Pista    | ZP Sport            | Ford Fiesta KD        | 1           | 0           | 0           | 0           | 0           | 34.50       | 36.º        |
| 2023      | Clase 3 del Turismo Pista    | Cano Racing         | Toyota Etios          | 1           | 0           | 0           | 0           | 0           | 34.50       | 36.º        |
| 2024      | Clase 2 del Turismo Nacional | Ale Bucci Racing    | Toyota Etios          | 12          | 4           | 8           | 4           | 2           | 357.00      | 1.º         |
| 2024      | TC Pista                     | DTA Racing          | Ford Falcon           | 4           | 0           | 0           | 0           | 0           | 41.00       | 38.º        |
| 2025      | Clase 3 del TN APAT          | Ale Bucci Racing    | Toyota Corolla E170   | Por definir | Por definir | Por definir | Por definir | Por definir | Por definir | Por definir |
| 2025      | Clase 3 del Turismo Pista    | MS Sport            | Toyota Etios          | 1           | 0           | 1           | 0           | 0           | 0.00        | Inv.        |
| Fuente:   | [ 4 ]                        | [ 4 ]               | [ 4 ]                 | [ 4 ]       | [ 4 ]       | [ 4 ]       | [ 4 ]       | [ 4 ]       | [ 4 ]       | [ 4 ]       |

## Palmarés
| Título     | Categoría                    | Marca           | Año  |
| ---------- | ---------------------------- | --------------- | ---- |
| Subcampeón | Clase 3 del Turismo Pista    | Renault Clio II | 2020 |
| Campeón    | Clase 3 del Turismo Pista    | Renault Clio II | 2022 |
| Campeón    | Clase 2 del Turismo Nacional | Ford Fiesta KD  | 2023 |
| Campeón    | Clase 2 del Turismo Nacional | Toyota Etios    | 2024 |